# Witkopvanga
De witkopvanga (Artamella viridis) is een endemische vogelsoort  uit de familie vanga's (Vangidae), een familie  van zangvogels die alleen op Madagaskar voorkomt.

## Kenmerken
De witkopvanga is een zwartwitte vogel die een beetje lijkt op de brilvanga, met als verschil de compleet witte kop. Er is echter een licht verschil tussen mannetje en het vrouwtje; het vrouwtje heeft een grijze kop, maar is weer lichter op de keelstreek. De rug, de vleugel en de staart zijn zwart.

## Verspreiding en leefgebied
De witkopvanga is vrij breed in de keuze van het leefgebied. De vogel komt voor in zowel droge savannegebieden, droog secondair tropisch en subtropisch bos als ook vochtig tropisch regenbos op berghellingen.
De soort telt twee ondersoorten:
- A. v. viridis: noordelijk en oostelijk Madagaskar.
- A. v. annae: westelijk en zuidelijk Madagaskar.

## Status
De grootte van de populatie is niet gekwantificeerd maar de soort wordt omschreven als algemeen. Op de Rode lijst van de IUCN heeft deze soort de status niet bedreigd.